# Miloš Janeček
Miloš Janeček (* 30. listopadu 1950 Jihlava) je český lékař a politik, v letech 2008 až 2014 senátor za obvod č. 60 – Brno-město, v letech 2014 až 2018 zastupitel obce Česká a v letech 2003 až 2014 člen ČSSD.

## Vzdělání, profese a rodina
V letech 1968 až 1975 vystudoval Lékařskou fakultu Masarykovy univerzity v Brně. V letech 1971–1972 absolvoval roční studium na univerzitě v Greifswaldu. V roce 1998 byl habilitován na Univerzitě Palackého v Olomouci, kde získal titul docenta. Roku 2004 získal titul Prof. na Univerzitě Komenského v Bratislavě.
Po studiu nastoupil v roce 1975 do Vojenské nemocnice v Brně, kde pracoval jako sekundární lékař a chirurg. V letech 1977–1990 působil na Ortopedické klinice LF MU Brno jako odborný asistent a ortoped-traumatolog. Poté na dva roky přestoupil na Ortopedické oddělení nemocnice v Havlíčkově Brodě. Od roku 1992 působí na Úrazové nemocnici v Brně. V letech 1997–2003 byl přednosta oddělení ortopedie. V roce 2005 se stal jejím ředitelem, kterým byl do odvolání od tehdejšího ministra zdravotnictví Tomáše Julínka v září 2007. Následně zde až do roku 2015 pracoval jako lékař a přednosta Kliniky traumatologie LF MU. V letech 2016–2019 působil na postu ředitele Nemocnice Boskovice. Od roku 2020 dosud pracuje jako ambulantní lékař v zařízeních SportMedica Brno a Ortopedie Židlochovice.
Je podruhé ženatý, má dceru a syna.

## Politická kariéra
Do ČSSD vstoupil v roce 2003. Ve volbách do Poslanecké sněmovny PČR v roce 2006 kandidoval z 18. místa kandidátky ČSSD v Jihomoravském kraji, ale nebyl zvolen.
V senátních volbách v roce 2008 se stal senátorem za obvod č. 60 – Brno-město, když v prvním kole porazil tehdejšího občanskodemokratického europoslance Petra Duchoně v poměru 34,48 % ku 28,77 % hlasů, ve druhém kole vyhrál se ziskem 58,20 % všech platných hlasů. V horní komoře působil jako místopředseda Výboru pro zdravotnictví a sociální politiku.
Poté, co nebyl nominován jako kandidát do Senátu za ČSSD v roce 2014, ze strany 3. června 2014 vystoupil. Ve volbách do Senátu PČR v roce 2014 tak obhajoval mandát senátora v obvodu č. 60 – Brno-město jako nestraník za stranu Republika. Se ziskem 3,78 % hlasů však skončil na předposledním 8. místě, a nepostoupil tak ani do kola druhého.
V komunálních volbách v roce 2014 kandidoval do Zastupitelstva obce Česká jako lídr kandidátky sdružení nezávislých kandidátů „Občané obce Česká“. Mandát zastupitele obce se mu podařilo získat. V komunálních volbách v roce 2018 již nekandidoval.
Ve volbách do Poslanecké sněmovny PČR v roce 2021 kandidoval z pozice lídra kandidátky hnutí SENIOŘI 21 v Jihomoravském kraji, ale nebyl zvolen.